# Sepia whitleyana
Sepia whitleyana är en bläckfiskart som först beskrevs av Tom Iredale 1926.  Sepia whitleyana ingår i släktet Sepia och familjen Sepiidae. IUCN kategoriserar arten globalt som otillräckligt studerad. Inga underarter finns listade i Catalogue of Life.